# Калипсо II
«Калипсо II» (фр. Calypso II) — проект океанографического судна команды Кусто.
Судно должно было заменить «Калипсо», однако так и не было построено. Проект остановлен после смерти Жака-Ива Кусто в 1997 году. Стоимость строительства оценивается в 300 млн франков (47,5 млн евро).

## Проектные характеристики
«Калипсо II» планировалось оснастить в соответствии с последними техническими достижениями.
Судно должны приводить в движение турбопарус и крыльчатый движитель, а не традиционные винты. Для уменьшения потребляемой энергии «Калипсо II» предполагалось оснастить солнечными батареями.
На борту судна должны быть оборудованы несколько лабораторий, а также передвижная лаборатория с антенной спутниковой связи. Кроме того, на палубе можно разместить вертолёт или небольшой гидросамолёт, лебёдку в кормовой части судна и несколько «ныряющих блюдец» или лодок типа «зодиак».

## Возобновление проекта
Более 10 лет спустя после остановки проекта команда Кусто планирует его возобновление. Технические подробности были хорошо проработаны при жизни капитана Кусто, что, в принципе, позволяет быструю постройку судна. На 2022 год судно не построено.